# Хлоропікрин
Хлоропікрин (хлорпікрін), поширена назва для сполуки трихлоронітрометан (за IUPAC), також відомий як «агент PS» і нітрохлороформ — сполука складу CCl3NO2. За нормальних умов — безбарвна рідина з дуже різким запахом. Технічний хлорпікрин — рідина блідо-жовтого (а іноді й коричневого) кольору.
Поширена бойова отруйна речовина подразнювальної та задушливої дії часів Першої світової війни. Входить до Списку 3А.04 Конвенції про заборону хімічної зброї.
У господарстві використовують як антимікробний засіб широкого спектру дії, фунгіцид, гербіцид, інсектицид і нематицид.
Інші назви:
- Acquinite,
- трихлоронітрометан,
- G8,
- Klop (суміш з хлором),
- NC,
- PG (британська рецептура, суміш 50 % на 50 % з фосгеном),
- picfume,
- larvicide 100,
- PS,
- рос. Препарат 242[9]

## Отримання
Хлоропікрин був відкритий у 1848 році шотландським хіміком Джоном Стенхаузом. Він приготував його шляхом реакції гіпохлориту натрію з пікриновою кислотою:
HOC6H2(NO2)3 + 11NaOCl → 3Cl3CNO2 + 3Na2CO3 + 3NaOH + 2NaCl
Через використовуваний прекурсор Стенхауз назвав сполуку хлоропікрином, хоча вони структурно не схожі.
Сьогодні хлорпікрин отримують шляхом реакції нітрометану з гіпохлоритом натрію:
H3CNO2 + 3NaOCl → Cl3CNO2 + 3NaOH
або реакцією хлороформу з азотною кислотою:
CHCl3 + HNO3 → CCl3NO2 + H2O

## Фізичні властивості
Чистий хлорпікрин являє собою безбарвну рідину з температурою кипіння 112 °C.
Хлоропікрин помірно розчинний у воді з розчинністю 2000 мг/л при 25 °C.
Він є летким, з тиском пари 23,2 міліметра ртутного стовпа (мм рт. ст.) при 25 °C; відповідна константа закону Генрі становить 0,00251 атмосферно-кубічного метра на моль.
Коефіцієнт розподілу октанол-вода (Kow) хлорпікрину оцінюється в 269.
Коефіцієнт адсорбції ґрунту (Koc; нормований на вміст органічної речовини ґрунту) становить 25 см³ /г.

## Використання
У сільському господарстві хлорпікрин вводять у ґрунт перед посівом культури для фумігації ґрунту. Хлоропікрин впливає на широкий спектр грибів, мікробів і комах. Зазвичай, він використовується як самостійний засіб під час обробробки або в комбінації / сумісній формі з бромометаном та 1,3-дихлорпропеном.
Хлоропікрин використовується як індикатор і репелент при фумігації місць проживання комах сульфурилфторидом, який є газом без запаху.
Механізм дії хлорпікрину невідомий (IRAC MoA 8B). Хлоропікрин може стимулювати проростання бур'янів, що може бути корисно, якщо відразу після цього використовується більш ефективний гербіцид.

### Як хімічна зброя

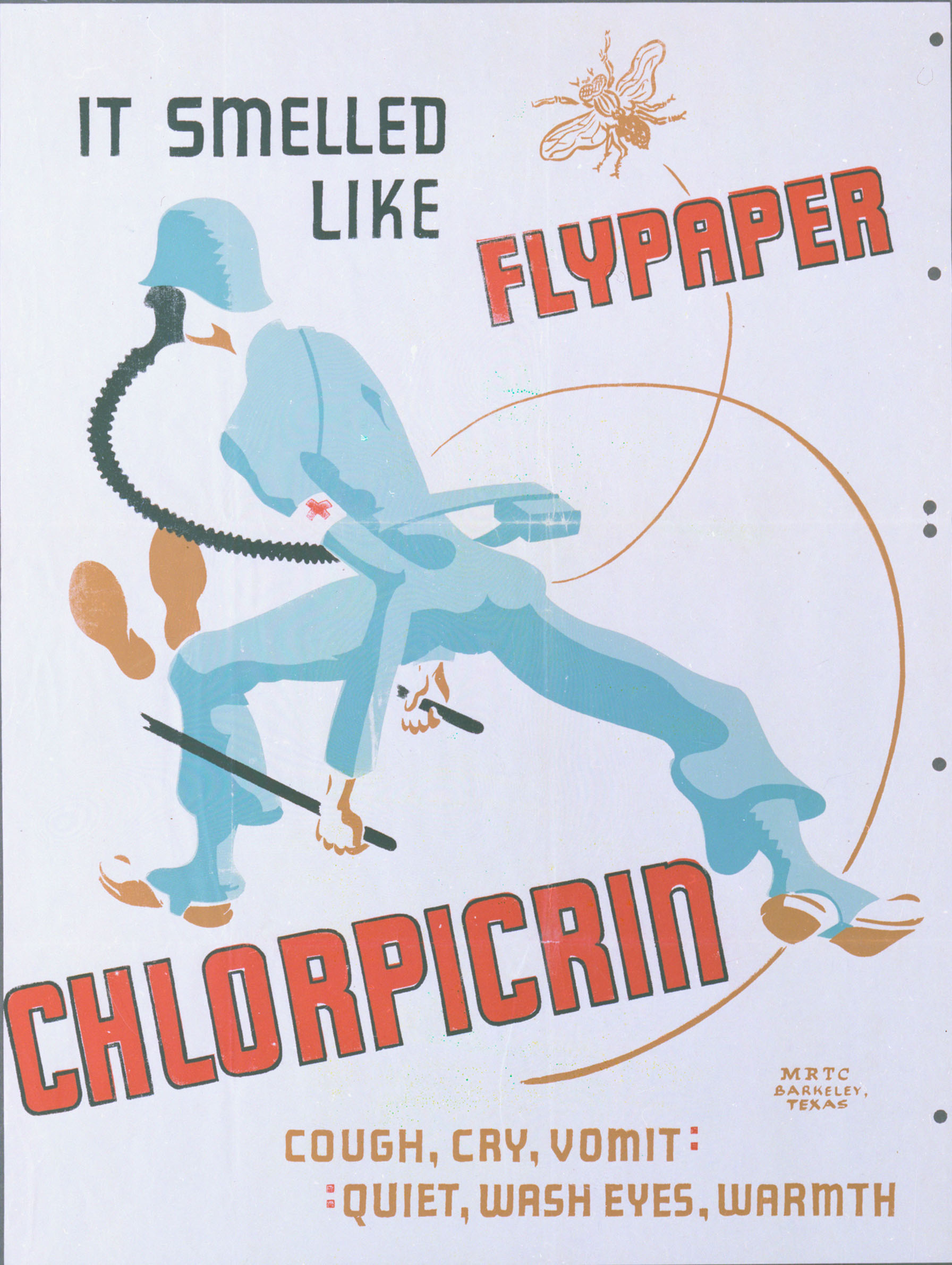
Американський інформаційний плакат часів Другої світової війни пояснює як розпізнати та що робити у випадку отруєння хлоропікріном

Хлоропікрин був уперше виготовлений для використання як отруйний газ під час Першої світової війни.
Мав код PS в американській армії, Klop — німецькій, та «речовина № 20» (рос. вещество №20) у Червоній.
Входить до низки рецептур, зокрема: CNS (суміш за масою 23 % CN, 38.4 % хлоропікрин, 38.4 % хлороформ). В Першу світову була поширена суміш з етил йодацетатом.
Як бойова отруйна речовина прийнятий на озброєння Червоної Армії 14 грудня 1926 року. Заради підвищення ефективності 5 серпня 1927 року прийнята на озброєння рецептура в суміші з фосгеном або дифосгеном з додаванням 10 % хлорного олова для утворення білої хмари при розриві боєприпасу. Рецептура була призначена для спорядження снарядів 76 мм та 122 мм польових гаубиць.
Згодом хлоропікрин поступився у Червоній Армії місцем фосгену та дифосгену та став служити як навчальна отруйна речовина для перевірки герметичності протигазів.
За даними російського науковця Льва Федорова, в березні 1993 року були плани застосувати хлорпікрин проти депутатів російської Думи.

## Безпека
Хлорпікрин є пестицидом обмеженого використання. Через його токсичність і канцерогенність розповсюдження та використання хлорпікрину доступні лише ліцензованим фахівцям і спеціально сертифікованим виробникам, які пройшли навчання щодо його правильного та безпечного використання. Наприклад, у США межі професійного впливу встановлені на рівні 0,1 пропромі́лле (ппм) за восьмигодинний середній показник, зважений за часом.

### Сільське господарство
В грудні 2008 року хлоропікрин було вилучено з переліку активних речовин у отрутохімікатах, допущених до використання в сільському господарстві в країнах Європейського Союзу. Станом на 2013 рік дозволу на його використання в ЄС не було.
Станом на 2016 рік Китай поступово згортав використання хлоропікріну у сільському господарстві.
Натомість у Сполучених Штатах хлоропікрін допущено до використання в сільськогосподарських отрутохімікатах й в проміжку 1992—2016 обсяги його використання істотно зросли. Тим не менш, лише в Каліфорнії протягом 2000—2015 років було зареєстровано понад тисячу звернень по медичну допомогу внаслідок отруєння хлоропікріном.
Окрім численних випадків отруєнь пестицидами низка Штатів дійшли висновку, що встановлені федеральним урядом правила використання токсичних пестицидів (у тому числі, з вмістом хлоропікріну) не достатньо суворі й встановили місцеві, суворіші правила з більшими буферними зонами, обмеженнями за площею ділянок, додатковим захисним обладнанням як для персоналу, так і захисту ґрунтових вод, тощо.
Хлорпікрин вважається безпечним для використання в сільському господарстві, адже лікування «може принести користь як споживачам продуктів харчування, так і виробникам. Для споживачів це означає, що більше свіжих фруктів і овочів можна дешево виробляти в країні цілий рік, оскільки можна ефективно боротися з кількома серйозними проблемами шкідників.» Щоб забезпечити безпечне використання хлорпікрину, EPA вимагає суворого набору засобів захисту для обробників, робітників та осіб, які живуть і працюють на сільськогосподарських угіддях і навколо них під час обробки. У 2011 і 2012 роках було збільшено захист EPA, що зменшило вплив фумігантів і значно підвищило безпеку. Захисні заходи включають навчання сертифікованих аплікаторів, які контролюють застосування пестицидів, використання буферних зон, розміщення до і під час застосування пестицидів, плани управління фумігантами, а також допомогу та заходи забезпечення відповідності.
Використовуваний як засіб передпосадкової обробки ґрунту, хлорпікрин пригнічує ґрунтові патогенні гриби та деякі нематоди та комах. За словами виробників хлорпікрину, з періодом напіврозпаду від годин до днів, він повністю перетравлюється ґрунтовими організмами перед посівом культури, що робить його безпечним та ефективним. Всупереч поширеній думці, хлорпікрин не стерилізує ґрунт і не руйнує озоновий шар, оскільки з'єднання руйнується під дією сонячних променів. Крім того, хлорпікрин ніколи не був знайдений у підземних водах через його низьку розчинність.

## Бойове застосування

### Перша світова війна
Хлоропікрин шкідливий для людини. Він може всмоктуватися системно при вдиханні, ковтанні та через шкіру. У високих концентраціях сильно подразнює легені, очі та шкіру. Під час Першої світової війни німецькі війська використовували концентрований хлорпікрин проти сил Антанти як сльозогінний газ. Попри те, що він не такий смертельний, як інша хімічна зброя, він викликав блювоту і змушував солдатів союзників знімати маски, щоб блювати, піддаючи їх впливу інших, токсичніших отруйних речовин, які використовувалися як зброя під час війни.

### Конвенція про хімічну зброю
Згідно Конвенції про заборону хімічної зброї хлоропікрин не підпадає під визначення «засобу боротьби з масовими заворушеннями» принаймні через те, що входить до Списку 3А.04 Конвенції.

### Російсько-українська війна
Під час російсько-української війни зафіксовані випадки використання сльозогінних гранат К-51 ЗС РФ, які помилково називають «хлоропікриновими». На початку серпня 2023 року командувач оперативно-стратегічним угрупуванням військ «Таврія» Олександр Тарнавський повідомив про застосування російськими військовими неназваних реактивних снарядів з хімічною речовиною (ймовірно хлоропікрин).
У додаткових матеріалах представлених українською стороною на 105-му засіданні Виконавчого Комітету ОЗХЗ було зазначено, що переважно росіяни використовують гранати К-51, які скидають з БПЛА на об'єкти польової фортифікації українських військових, аби примусити їх покинути підземні сховища й опинитись під вогнем звичайних озброєнь. Були зареєстровані випадки застосування імпровізованих хімічних боєприпасів з різними хімікатами, в тому числі — хлоропікрином.
1 травня 2024 року Сполучені Штати наклали санкції на низку російських урядових організацій та приватних підприємств за використання, в тому числі, хлоропікрину проти українських військ.
4 липня 2025 року Служба військової розвідки та безпеки Нідерландів (MIVD), Служба загальної розвідки та безпеки Нідерландів (AIVD) та Федеральна розвідувальна служба Німеччини (BND) повідомили, що використання Росією хімзброї проти України розширюється, все частіше Росія використовує широкий спектр хімічної зброї і такі потужні агенти, як хлоропікрин.

## Виноски
1. ↑  Нове позначення запроваджене 29 квітня 1929 р. після ратифікації Женевського протоколу Радянським Союзом з метою посилення секретності навколо власної програми зі створення хімічної зброї за наказом керівника Інституту хімічної оборони (а до того — керівника Військово-хімічним управлінням РСЧА) Якова Фішмана
2. ↑  Перелік міститься в Додатку I до Директиви ЄС 91/414/EEC, рішення набрало сили 31 грудня 2008 року